# Список председателей фолькетинга
Председа́тель фольке́тинга — руководитель парламента Дании. По Конституции Датского Королевства, избирается незамедлительно после утверждения депутатских мандатов. Созывает заседания фолькетинга, в том числе специальное заседание фолькетинга (по требованию не менее чем двух пятых депутатов или Премьер-министра Дании), устанавливает повестку дня заседаний фолькетинга.

## Список
| N  | Фото | Председатель               | Полномочия           | Полномочия            | Партия                                |
| -- | ---- | -------------------------- | -------------------- | --------------------- | ------------------------------------- |
| N  | Фото | Председатель               | Начало полномочий    | Конец полномочий      | Партия                                |
| 1  |      | Карл Кристофер Георг Андре | 30 января 1850 года  | 3 августа 1852 года   | Национальная либеральная партия Дании |
| 2  |      | Йохан Николай Мадвиг       | 4 октября 1852 года  | 12 июня 1853 года     | Национальная либеральная партия Дании |
| 3  |      | Карл Эдвард Ротвитт        | 13 июня 1853 года    | 2 декабря 1859 года   | Общество крестьянских друзей          |
| 4  |      | Лауриц Нёргор Брегендаль   | 3 декабря 1859 года  | 2 декабря 1870 года   | Национальная либеральная партия Дании |
| 5  |      | Кристофер Крабб            | 3 декабря 1870 года  | 30 сентября 1883 года | Венстре                               |
| 6  |      | Кристен Берг               | 1 октября 1883 года  | 2 октября 1887 года   | Венстре                               |
| 7  |      | Софус Хогсбро              | 3 октября 1887 года  | 16 декабря 1894 года  | Венстре                               |
| 8  |      | Расмус Клауссен            | 17 декабря 1894 года | 16 апреля 1895 года   | Венстре                               |
|    |      | Софус Хогсбро второй срок  | 17 апреля 1895 года  | 4 октября 1901 года   | Венстре                               |
| 9  |      | Херман Триер               | 5 октября 1901 года  | 30 января 1905 года   | Венстре                               |
| 10 |      | Андерс Томсен              | 31 января 1905 года  | 14 марта 1912 года    | Венстре                               |
| 11 |      | Йенс Кристиан Кристенсен   | 15 марта 1912 года   | 13 июня 1913 года     | Венстре                               |
| 12 |      | Нильс Педерсен-Нисков      | 14 июня 1913 года    | 29 марта 1922 года    | Венстре                               |
| 13 |      | Йорден Йенсен-Клейс        | 7 апреля 1922 года   | 10 апреля 1924 года   | Венстре                               |
| 14 |      | Ханс Петер Хансен          | 30 апреля 1924 года  | 24 ноября 1932 года   | Социал-демократы                      |
| 15 |      | Герхард Нильсен            | 30 ноября 1932 года  | 1 мая 1933 года       | Социал-демократы                      |
| 16 |      | Ханс Расмуссен             | 9 мая 1933 года      | 30 октября 1945 года  | Социал-демократы                      |
| 17 |      | Юлиус Бомхольт             | 22 ноября 1945 года  | 22 февраля 1950 года  | Социал-демократы                      |
| 18 |      | Густав Педерсен            | 23 февраля 1950 года | 22 сентября 1964 года | Социал-демократы                      |
|    |      | Юлиус Бомхольт второй срок | 6 октября 1964 года  | 22 января 1968 года   | Социал-демократы                      |
| 19 |      | Карл Скайтт                | 6 февраля 1968 года  | 30 сентября 1978 года | Радикальная Венстре                   |
| 20 |      | Кнуд Борге Андерсен        | 3 октября 1978 года  | 8 декабря 1981 года   | Социал-демократы                      |
| 21 |      | Свенд Якобсен              | 22 декабря 1981 года | 10 января 1989 года   | Социал-демократы                      |
| 22 |      | Эрик Нинн-Хансен           | 10 января 1989 года  | 3 октября 1989 года   | Консервативная народная партия Дании  |
| 23 |      | Ханс Петер Клаусен         | 3 октября 1989 года  | 15 января 1993 года   | Консервативная народная партия Дании  |
| 24 |      | Хеннинг Расмуссен          | 27 января 1993 года  | 5 октября 1994 года   | Социал-демократы                      |
| 25 |      | Эрлинг Ольсен              | 5 октября 1994 года  | 11 марта 1998 года    | Социал-демократы                      |
| 26 |      | Ивар Хансен                | 26 марта 1998 года   | 11 марта 2003 года    | Венстре                               |
| 27 |      | Кристиан Мейдаль           | 18 марта 2003 года   | 13 ноября 2007 года   | Венстре                               |
| 28 |      | Тор Педерсен               | 28 ноября 2007 года  | 4 октября 2011 года   | Венстре                               |
| 29 |      | Могенс Люккетофт           | 4 октября 2011 года  | 3 июля 2015 года      | Социал-демократы                      |
| 30 |      | Пиа Кьерсгор               | 3 июля 2015 года     | 21 июня 2019 года     | Датская народная партия               |
| 31 |      | Хенрик Дам Кристенсен      | 21 июня 2019 года    | 1 ноября 2022 года    | Социал-демократы                      |
| 32 |      | Сёрен Гаде                 | 16 ноября 2022 года  | в должности           | Венстре                               |